# Adolf Hitler: The Greatest Story Never Told
Adolf Hitler: The greatest Story NEVER told ist ein im Jahr 2013 erschienener US-amerikanischer Propagandafilm, der Adolf Hitler als Held darstellt und den Nationalsozialismus rechtfertigt. Der Film wurde von Dennis Wise und seiner Firma TruthWillOut Films produziert und gedreht. Er hat eine Spieldauer von 6 Stunden und 32 Minuten. Dies macht ihn zum bislang längsten Propagandafilm seiner Art, der sämtliches Propagandamaterial um den Nationalsozialismus synthetisch verbindet.

## Darstellung
Es handelt sich um eine Art eklektische Mischung aus monumentalem Filmepos und Dokumentation durch nachgestellte und historische Aufnahmen, die stellenweise aus Spielfilmen und anderen Dokumentationen entnommen wurden. Während er sich visuell an die NS-Propagandafilme von Leni Riefenstahl anlehnt, sind die gestellten Szenen Historienfilmen nachempfunden. Die musikalische Untermalung gleicht der pathetischen – aber repetitiv einfach gehaltenen – Musik von Fantasyfilmen.

## Inhalt
Aufgrund der Überlänge von sechseinhalb Stunden Spielzeit liegt dem Film eine episodische Struktur zugrunde. Insgesamt sind 25 Episoden mit einer Spielzeit von circa 15 Minuten aneinandergereiht. Jede Episode enthält eine Kernbotschaft, die entweder Adolf Hitler befürwortet, eine dritte Person um Adolf Hitler befürwortet, den Nationalsozialismus befürwortet, ein spezielles Ereignis befürwortet oder verneint, oder Gegner des Nationalsozialismus verneint. Das Resultat ist eine sophistizierte Verbindung mit autarken Querverweisen.

### Teil 1
In der ersten Episode werden die Geburt, das Heranwachsen, die künstlerischen Ambitionen und das Leben in Armut und Verzweiflung von Adolf Hitler dargestellt. Hierauf werden dessen politische Ambitionen und seine Beteiligung am Ersten Weltkrieg und dessen Haftstrafe nachgestellt. In diesem Zusammenhang wird Hitler als Künstler, Held und Revolutionär gutgeheißen.

### Teil 2
Die zweite Episode stellt das Buch „Mein Kampf“ als Bestseller dar, veranschaulicht die Missstände der Weltwirtschaftskrise von 1928 und rechtfertigt sowohl den politischen Aufstieg von Adolf Hitler als auch die Bücherverbrennung von 1933.

### Teil 3
Episode drei erklärt das Hakenkreuz, dessen Herkunft als Svastika und dessen Bedeutung im Nationalsozialismus. In diesem Zusammenhang wird das Hakenkreuz von allen Seiten in unterschiedlichen Varianten gezeigt. Des Weiteren wird Eva Braun als ideale Gattin von Adolf Hitler dargestellt und in diesem Zusammenhang von allen Seiten im Badeanzug gezeigt.

### Teil 4
Episode vier veranschaulicht Verstrickungen, die zum Zweiten Weltkrieg geführt haben sollen, und legt sie als kommunistische und jüdische Kriegserklärung an Deutschland aus. Einige Kunstwerke werden als entartet bezeichnet und die Reichskristallnacht von 1938 als Akt gegen Dekadenz gerechtfertigt. Hitler wird als Mitgründer von Israel dargestellt, der es Juden im Rahmen einer Transfer-Vereinbarung erlaubt hat, ihre Besitztümer nach Palästina zu bringen.

### Teil 5
Die fünfte Episode verneint die Alleinschuld Deutschlands am Ersten Weltkrieg unter Bezugnahme auf den Friedensvertrag von Versailles und damit verbundene Gebietsabtretungen. In diesem Zusammenhang wird der Blitzkrieg gegen Polen gerechtfertigt und das Massaker von Danzig als Verbrechen an Deutschen erklärt.

### Teil 6
Verbrechen an deutschen Minderheiten werden in Episode sechs als Ursprung der Kriegserklärung von England an Deutschland erklärt. Die Alleinschuld Deutschlands am Zweiten Weltkrieg wird hierdurch verneint. Franzosen und Engländer werden als Aggressoren dargestellt, deren Armeen jedoch machtlos sind.

### Teil 7
In Episode sieben werden Churchill und Roosevelt als menschenverachtende Intriganten bezeichnet, welche die USA in den Zweiten Weltkrieg genötigt haben sollen und sämtliche deutschen Besitztümer in den USA eingefroren hätten, wodurch die USA den Krieg gegen Deutschland finanziert habe, während Deutschland im Kampf gegen den Bolschewismus allein gestanden hätte. Die Missstände unter Stalins Kommunismus werden in Form von Enteignung, Hungersnöten und Kannibalismus den Missständen in der USA durch Rassismus und den Ku-Klux-Klan gegenübergestellt.

### Teil 8
Episode acht nimmt positive Stellung zu den japanischen und italienischen Alliierten im Zweiten Weltkrieg. Das britische Imperium habe den Zweiten Weltkrieg mit dem eingefrorenen Vermögen der Japaner finanziert und die Alliierten durch Embargos geschädigt, wodurch Stalins Machenschaften ermöglicht worden seien.

### Teil 9
Episode neun kommentiert osteuropäische Nachbarländer im Zweiten Weltkrieg und das Massaker von Bleiburg sowie die Erforderlichkeit des Russlandfeldzuges, der durch internationales Kreuzfeuer auf den Nationalsozialismus gescheitert sei. 

### Teil 10
Episode zehn fokussiert sich auf Josef Stalin, dessen Sohn Jakow Iossifowitsch Dschugaschwili sich in deutscher Kriegsgefangenschaft befunden haben soll. Stalin habe einen Gefangenenaustausch verneint, wodurch der Konflikt mit Russland um Stalingrad eskaliert sei.

### Teil 11
Episode 11 zeigt stalinistische Kriegsverbrechen im Kampf und die Einkesselung um Kursk. Partisanen, die durch das Land zogen, seien die tatsächlichen Terroristen gewesen, die Kriegsverbrechen auf Anweisung von Stalin begingen, während das vereinigte Königreich ausschließlich den Nationalsozialisten alle Kriegsverbrechen zusprach. Hitler sei fälschlich des Katyn Massakers bezichtigt worden.

### Teil 12
Episode 12 behandelt die Bombardierung von Nazi-Deutschland durch Russen, Briten und die USA, als Zerstörung der angeblich fortgeschrittensten Zivilisation der Welt durch internationale Absprache.

### Teil 13
Episode 13 stellt sowohl Kapitalismus als auch Kommunismus als vereinte Ideologien dar, deren Absicht es war, Deutschland und den Nationalsozialismus nachhaltig zu vernichten. In diesem Zusammenhang sei Hitler auch durch interne Widerstände wie etwa durch Claus von Stauffenberg verraten worden, der fälschlich angenommen habe, sich mit Churchill einigen zu können, um Stalin aufzuhalten.

### Teil 14
In Episode 14 werden nationalsozialistische Helden und Ordensträger und sowohl deren Verdienste wie geleistete Eide benannt. Nach Kriegsende sei es zu einem Genozid am deutschen Volk durch deren Ermordung gekommen.

### Teil 15
Episode 15 behandelt Deutsche in russischer Kriegsgefangenschaft und deren Hinrichtung in sibirischen Strafgefangenenlagern sowie die Rückkehrer.

### Teil 16
Episode 16 beschreibt internationale Friedensverhandlungen zwischen den USA, Russland und dem vereinigten Königreich als intrigante Verfälschung tatsächlicher Verhältnisse, die zur Bombardierung der deutschen Zivilbevölkerung geführt hätte. Nach Roosevelts Tod sei dieser durch Truman ersetzt worden, um den Einsatz von Atomwaffen in Japan zu ermöglichen. Zeitgleich hätten Kommunisten den italienischen Diktator Mussolini und dessen Familie gelyncht und öffentlich ausgestellt.

### Teil 17
In Episode 17 wird Hitlers Untergang an der Wolfsschanze im Führerbunker glorreich dargestellt und die Bombardierung von Berlin leidvoll inszeniert.

### Teil 18
Episode 18 rechtfertigt kollektiven Suizid im Nationalsozialismus und die Involvierung von Kindern diesbezüglich und zieht Vergleiche zum römischen Imperium.

### Teil 19
Episode 19 zeigt das Leben von Trümmerfrauen und anderen Überlebenden und bezeichnet die Besatzungsmächte als Unterdrücker. Die Entnazifizierung sei mit der kollektiven Ermordung von SS-Wachen verbunden gewesen. Gaskammern seien nie in Betrieb gewesen. Der Nürnberger Prozess sei gesteuert gewesen, um Todesurteile zu ermöglichen.

### Teil 20
Episode 20 leugnet den Holocaust und benennt diesen als mythologisch. Hierdurch hätte man Deutschland zu nachhaltigen Geldstrafen gezwungen. In Auschwitz habe es stattdessen Swimming Pools, Bibliotheken und ein Krankenhaus mit Spaßprogramm gegeben.

### Teil 21
Episode 21 richtet sich auf die Relativierung vom Konzentrationslager Auschwitz und benennt angebliche bauliche Veränderungen, die nach Kriegsende gemacht worden seien, um das Erscheinungsbild zu manipulieren. Gaskammern und Krematorien seien von der Sowjetunion auf Anweisung von Josef Stalin nachgerüstet worden.

### Teil 22
Episode 22 veranschaulicht die Atomexplosionen von Hiroshima und Nagasaki und die U-Bootattacke auf die Indianapolis, die zu einer gerechten Bestrafung der US-Besatzung in Form von Haifischattacken geführt hätte. Hierauf sei das Ende des Zweiten Weltkrieges und die damit verbundenen Gebietsabtretungen durch Deutschland erfolgt. Deutsche Patente seien in diesem Zusammenhang geraubt worden.

### Teil 23
Episode 23 relativiert die Bundesrepublik Deutschland und die DDR als Konsequenz eines „Marionettenspiels“. Das Grundgesetz sei im Auftrag internationaler Bestrebungen entstanden, um das Unrecht zu rechtfertigen.

### Teil 24
In Episode 24 wird eine wirtschaftliche Ausnutzung Adolf Hitlers und des Holocaust durch die Kulturindustrie benannt. Zweck sei es lediglich, möglichst viel Geld damit zu machen. Schindlers Liste sei ein Werk der Fiktion.

### Teil 25
Episode 25 relativiert amerikanische Kriegshelden und benennt Interviews mit Veteranen, die allesamt zu dem Schluss kommen, dass Hitler der Held sei.

### Abspann
Im Abspann folgen negativ dargestellte Biografien von Hitlers Gegnern.

## Verbreitung
Der Film verbreitete sich zunächst über Neo-Nazis und verschwörungstheoretische Netzwerke in Form von DVDs und später über Telegram digital. Nach dessen Kommentierung und zunehmender Verbreitung erschienen geschnittene und kommentierte Versionen vermehrt auf YouTube.

## Rezeption
Da der Film nicht islamkritisch ist und Positionen des ehemaligen iranischen Präsidenten Mahmud Ahmadineschad befürwortet, wurde er vom Imam Asad Zaman, der in Minnesota tätig ist, befürwortet und in mehreren sozialen Netzwerken gefördert. Dieser korrigierte sich jedoch auf Druck von Tim Walz und löschte seine Bemerkungen.
Im weiteren Verlauf wurde der Film Gegenstand mehrerer wissenschaftlicher Arbeiten zur Untersuchung rechtsradikaler Denkstrukturen.
Holocaustleugner, wie David Croteau von der Libertarian Party, befürworteten den Film mit Aussagen, er sei der Beweis dafür, dass mal wieder alle von der Regierung angelogen worden seien.
In der Internet Movie Database erreichte der Film eine Durchschnittsbewertung von 7,2 auf eine Skala von 1 bis 10.